# Psittacopasserae
Psittacopasserae je skupina ptáků, která zahrnuje pěvce (Passeriformes) a papoušky (Psittaciformes), jejich nejbližší příbuzné. Spolu se sokoly (Falconiformes) tvoří skupinu Eufalconimorphae.
Papoušci sdílí s většinou pěvců schopnost učit se zpěvu, kromě nich to nezávisle umí také kolibříci.